# Paisjusz (Obrazcow)
Paisjusz, imię świeckie Aleksiej Pawłowicz Obrazcow (ur. 1888, zm. 28 października 1953 w Woroneżu) – rosyjski biskup prawosławny.

## Życiorys
Ukończył seminarium duchowne w Tambowie. W 1911 został wyświęcony na kapłana i do 1944 służył w różnych parafiach eparchii tambowskiej oraz woroneskiej. 8 września 1944 w Moskwie miała miejsce jego chirotonia na biskupa brzeskiego. Jeszcze w tym samym roku został przeniesiony na katedrę saratowską i stalingradzką, po czym jego tytuł uległ zmianie na biskup saratowski i wolski.
W styczniu 1947 przeniesiony na katedrę czernihowską i nieżyńską, już w maju tego samego roku na własną prośbę został zwolniony z zarządu eparchii. W czerwcu 1947 objął katedrę iwanowską i kineszemską, po roku, w czerwcu 1948, przeniesiony do eparchii brzeskiej i kobryńskiej. W listopadzie tego samego roku mianowany biskupem grodzieńskim i brzeskim. W 1949, na własną prośbę odszedł w stan spoczynku.
W 1950 wyznaczony na biskupa pińskiego i łuninieckiego, po dwóch latach przeniesiony na katedrę ulianowską i melekeską. W 1953, z powodu choroby, odszedł w stan spoczynku i w tym samym roku zmarł.